# محمد عبد العزيز سلام
محمد عبد العزيز سلام سياسي يمني ولد بمدينة تعز في العام 1935 ودرس بها الابتدائية ثم التحق ببعثة الأربعين حيث تلقى تعليمه في لبنان ومصر والولايات المتحدة.

## الحياة العملية
بعد عودته من الدراسة بالخارج عمل بسفارة ألمانيا الشرقية في صنعاء ثم انتقل للعمل بعدن في التدريس بكلية بلقيس التي كانت تضم طلاب شمال اليمن التي لا تسمح لهم سلطات الاحتلال البريطانية بالدراسة في المدارس الحكومية المجانية وبعد قيام الثورة في الشمال عاد لصنعاء وعين مديرا عاما لوزارة الصحة التي كان يرأسها علي محمد سعيد ثم في سفارة اليمن ببغداد ثم عاد لصنعاء ليعمل نائبا لوزير الخارجية وفي العام 1966 عينه الرئيس السلال وزيرا للخارجية حتى العام 1967 وبعد خروج القوات المصرية من اليمن والذي كان من معارضي تلك الخطوة استقال وغادر إلى القاهرة كلاجئ سياسي نتيجة لصعود التيار المناوئ لبقاء الجيش المصري باليمن واستلامه للسلطة وبعد وفاة الزعيم جمال عبد الناصر عاد لليمن فعينه رئيس المجلس الجمهوري القاضي عبدالرحمن الإرياني مديرا لدائرة المنظمات بوزارة الخارجية ثم وزيرا مفوضا في السفارة اليمنية بلندن وبعدها انتقل لنيويورك نائبا لمندوب اليمن بالأمم المتحدة حسن مكي وفي العام 1976 عين مندوبا دائما لليمن بالأمم المتحدة 
توفي في فبراير 2013 بصنعاء 